# Архиепископ Кёльна

Герб Архиепископства Кёльн.

Архиепископ Кёльна (нем. Der Erzbischof von Köln) — глава Кёльнской митрополии. Архиепископство Кёльнское как самостоятельная политическая единица существовало с IV века (ок. 310 года) до 1801 года. До 794 года её правители были епископами. В 1063 году они стали курфюрстами Священной Римской империи, с 1180 года герцогами Вестфалии.

## Епископы
- IV век св. Матерн
- Евфрат (Афрат)
- св. Северин
- Солатий.
- Зиновий (Синновей)
- Домициан.
- ок. 560 — ок. 580 Карентин

Церковь Франкского государства при Меровингах

- ок. 580 — ок. 591 святой Эберегизел
- не позднее 594 — не ранее 614 и не позднее 620 Солатий
- 620-е годы Сунновей
- 620-е годы Ремедий
- ок. 623—663 Куниберт
- между 649 и 664 — ок. 690 Ботанд
- ок. 690—692/694 Стефан
- 692/694 — ок. 711 Гизо
- ок. 708—710 Анно I
- Фарамунд
- Альдуин
- Регинфрид
- святой Агилольф Кёльнский
- Хильдегарий
- Беретельм
- Рикольф

## Архиепископы
- 784—818 Хильдебольд (архиепископ с 794/795).
- 819—841 Хадебальд
- 841—842 Лиутберт
- 842—849 Гильдуин
- 850—864 Гюнтер
- 870—889 Виллиберт
- 890—924 Герман I
- 923—953 Вихфрид
- 953—965 Бруно I Великий (архиепископ Кёльнский в 953—965, герцог Лотарингии в 953—959)
- 965—969 Фолькмар
- 969—976 святой Геро
- 976—984 Варин
- 984—999 Эвергар
- 999—1021 Гериберт фон Ротенбург
- 1021—1036 Пилгрим[нем.]
- 1036—1056 Герман II

## КурфюрстыСвященной Римской империи
- 1056—1075 св. Анно II
- 1076—1078 Хилдульф
- 1078—1089 Сигевин
- 1089—1099 Герман III фон Хохштаден
- 1100—1131 Фридрих I фон Шварценбург
- 1131—1137 Бруно II Берг
- 1137 Гуго Спанхейм
- 1138—1151 Арнольд I фон Рандерат
- 1151—1156 Арнольд II фон Вид
- 1156—1158 Фридрих II Берг
- 1159—1167 Райнальд фон Дассель

## герцоги Вестфалии
- 1167—1191 Филипп I фон Хайнсберг
- 1191—1193 Бруно III Берг
- 1193—1205 Адольф I фон Альтена-Берг, архиепископ Кёльна в 1193—1205 и 1212—1215.
- 1205—1208 Бруно IV фон Зайн
- 1208—1212 Дитрих I фон Хайнсберг
- 1212—1215 Адольф I фон Альтена-Берг, архиепископ Кёльна в 1193—1205 и 1212—1215.
- 1216—1225 Энгельберт фон Альтена-Берг архиепископ Кёльна в 1216—1225, граф Берга в 1218—1225
- 1225—1238 Генрих I фон Мульнарк
- 1238—1261 Конрад фон Гохштаден
- 1261—1274 Энгельберт фон Фалькенберг
- 1275—1297 Зигфрид фон Вестербург
- 1297—1304 Витбольд фон Хольте
- 1304—1332 Генрих II фон Вирнебург
- Вильгельм Юлихский (претендент в 1304).
- 1332—1349 Вальрам Юлих
- 1349—1362 Вильгельм фон Геннек
- 1362—1363 Иоганн фон Вирнебург
- 1363 Адольф III (граф Марка) — архиепископ Кёльнский в 1363, епископ Мюнстера в 1357—1363, граф Клевский (как Адольф I)в 1368—1394 и граф Марка в 1391—1393.
- 1364—1368 Энгельберт де ла Марк — архиепископ Кёльнский в 1364—1368, епископ Льежа 1345—1364
- 1370—1414 Фридрих III фон Саарверден
- 1414—1463 Дитрих II фон Мёрс — архиепископ Кёльнский в 1414—1463 , князь-епископ Падерборна 1415—1463.
- 1463—1475 Рупрехт Виттельсбах-Пфальц
- 1475—1508 Герман IV — архиепископ Кёльнский в 1475—1508, князь-епископ Падерборна 1498—1508.
- 1508—1515 Филипп II фон Даун-Оберштейн
- 1515—1546 Герман V фон Вид — архиепископ Кёльнский в 1515—1546, князь-епископ Падерборна 1532—1547.
- 1546—1556 Адольф Шауэнбург
- 1556—1558 Антон Шауэнбург
- 1558—1562 Иоганн Гебхард I фон Мансфельд
- 1562—1567 Фридрих IV фон Вид
- 1567—1577 Залентин фон Изенбург — архиепископ Кёльнский в 1567—1577, князь-епископ Падерборна 1574—1577.
- 1577—1583 Гебхард Трухзес фон Вальдбург
- 1583—1612 Эрнст Баварский — архиепископ Кёльнский в 1583—1612, епископ Фрайзинген 1566—1612, епископ Гильдесгейм 1573—1612, епископ Льежа 1581—1612, епископ Мальмеди 1581—1612, епископ Мюнстера 1584—1612.
- 1612—1650 Фердинанд Баварский — архиепископ Кёльнский в 1612—1650, епископ Берхтесгаден 1594—1650, епископ Гильдесгейм 1612—1650, епископ Льежа 1612—1650, епископ Мальмеди 1612—1650, епископ Мюнстера 1612—1650, князь-епископ Падерборна 1618—1650.
- 1650—1688 Максимилиан Генрих Баварский — архиепископ Кёльнский в 1650—1688, епископ Берхтесгаден 1650—1688, епископ Гильдесгейм 1650—1688, епископ Льежа 1650—1688, епископ Мальмеди в 1657, епископ Мюнстера 1683—1688.
- 1688—1723 Иосиф Клеменс Баварский — архиепископ Кёльнский 1688—1723, епископ Гильдесгейм 1702—1723, епископ Регенсбург 1685—1716, епископ Фрайзинген 1685—1694, епископ Льежа 1694—1723, епископ Берхтесгаден 1688—1723.
- 1723—1761 Клеменс Август Баварский — архиепископ Кёльнский 1723—1761, епископ Альтёттинг 1715—1722, епископ Регенсбург 1716—1719, князь-епископ Падерборна 1719—1761, епископ Мюнстер 1719—1761, епископ Гильдесгейм 1724—1761, епископ Оснабрюк 1728—1761 и гроссмейстер Тевтонского ордена 1732—1761
- 1761—1784 Максимилиан Фридрих Кенигсег-Ротенфельский — архиепископ Кёльнский (1761—1784), епископ Мюнстер 1761—1784.
- 1784—1801 Максимилиан Франц Австрийский архиепископ Кёльнский (1784—1801, фактически до 1794), епископ Мюнстер 1784—1801, гроссмейстер Тевтонского ордена 1780—1801.
- Антон Виктор, эрцгерцог Австрийский, архиепископ Кёльнский (1801—1803), епископ Мюнстер 1801—1803, гроссмейстер Тевтонского ордена 1804—1809.
- Иоганн Герман Иосиф фон Каспарс цу Вейсс, местоблюститель (1803—1822)